# José Omar Cervantes
José Omar Cervantes Hernández (ur. 27 września 1985 w Ecatepec de Morelos) – meksykański piłkarz występujący na pozycji napastnika.